# Kunstwelt
Kunstwelt (engl. Artworld) ist ein Begriff, der auf den amerikanischen Philosophen Arthur C. Danto zurückgeht. Danto verwendete ihn erstmals in einem 1964 im Journal of Philosophy veröffentlichten Aufsatz mit dem Titel The Artworld. Die Kunstwelt bilden jene Teilnehmer an einem „institutionalisierten Diskurs von Gründen“, der klärt, ob und warum ein Objekt ein Kunstwerk ist. Der amerikanische Soziologe Howard S. Becker übernahm den Begriff in seinem 1982 erschienenen Buch Art Worlds, unterlegte ihm aber die Bedeutung der Netzwerke von Menschen, die an der Produktion von Kunst direkt oder indirekt beteiligt sind. Ist die Kunstwelt bei Danto gewissermaßen eine Diskursgemeinschaft, dann bei Becker ein faktischer oder virtueller Produktionsverbund.
Beide Publikationen wurden weltweit rezipiert und gelten als wichtige Referenztexte für die Kunstphilosophie (Danto) und Kunstsoziologie (Becker).

## Arthur C. DantosArtworld
Für Danto war die Ausstellung der Brillo Boxes des Pop-Art-Künstlers Andy Warhol, 1964 in der New Yorker Stable Gallery, ein Schlüsselerlebnis, das ihn zur Formulierung einer neuen Kunsttheorie motivierte. Da die Brillo-Boxen in der Galerie genauso aussahen, wie die im Laden zu kaufenden, schien nun jeder Alltagsgegenstand als kunstfähig. Nach Danto machen Kunsttheorien ein Alltagsobjekt zur Kunst, und zwar mit einer Theorie, die seiner bloßen Gegenständlichkeit eine Bedeutung hinzufügt. Erst durch die Interpretation des Objekts als eines Über-etwas-sein (aboutness), d. h. als eines „Bedeutungsträgers“ wird es in der Kunstwelt aufgenommen. „Einen Gegenstand als Kunstwerk zu sehen, erfordert [...] eine Atmosphäre künstlerischer Theorie, eine Kenntnis der Geschichte der Kunst: eine Kunstwelt“. In einem späteren Aufsatz deutet er die „Substanz“ der Kunstwelt als einen "institutionalisierten Diskurs von Gründen"; Mitglieder der Kunstwelt sind demnach die Teilnehmer an diesem Diskurs. Später hat Danto diese Theorie auch als Institutionelle Theorie der Kunst bezeichnet. George Dickie, der als der eigentliche Begründer der Institutionstheorie der Kunst gilt, hätte – so Danto – in einem „kreativen Missverständnis“ von Dantos Schriften dessen Theorie insoweit umgestellt, als er die Kunstwelt als eine Art „Ermächtigungselite“ definierte, die einem Objekt den Kunststatus zuerkennt.

## Howard S. BeckersArt Worlds
Beckers Arbeit zielt auf eine empirische Kunstsoziologie. Er begreift Kunst als Arbeit, die nicht als Werk eines einzelnen Schöpfers, sondern als das Resultat kollektiver und interaktiver Tätigkeiten zu verstehen sei. Kunstwelten sind für ihn Netzwerke von Menschen, die in arbeitsteiliger Kooperation Kunstwerke hervorbringen und dem Publikum vermitteln. Als instruktives Beispiel führt Becker den Abspann eines Hollywoodfilms an, der die mannigfachen Funktionen und Personen aufzählt, die an seinem Zustandekommen beteiligt waren. Aber nicht nur die darstellenden Künste (Konzert, Theater, Oper) operieren in einer arbeitsteiligen Kunstwelt, sondern auch die scheinbar individuell praktizierenden Künstler (z. B. Maler, Dichter) sind abhängig davon, dass andere beispielsweise Pinsel, Farbe und Papier herstellen und dass Galeristen und Verleger ihre Produkte zum Publikum bringen.

## Werke
- Arthur C. Danto: The Art World. In: Journal of Philosophy, 61. Jg. (1964), S. 571–584
  - Deutsch: Die Kunstwelt. In: Deutsche Zeitschrift für Philosophie, 42 Jg. (1994), S. 907–919
- Howard S. Becker: Art Worlds. University of California Press, Berkeley 1982
- Howard S. Becker: Art Worlds. 25th Anniversary Edition. Updated and expanded. University of California Press, Berkeley 2008
  - Deutsch: Kunstwelten. Avinus Verlag, Hamburg, 2017, ISBN 978-3-86938-088-9
- Eine deutsche Übersetzung seines Aufsatzes Art as Collective Action aus dem American Sociological Review (38. Jg./1974, S. 767–776) enthält der von Jürgen Gerhards herausgegebene Sammelband Soziologie der Kunst. Westdeutscher Verlag, Opladen 1997, S. 23–40.